# Competición Rotary de Música para Niños
El Concurso Rotary de música para niños («Competición Rotary»), es un concurso musical para niños convocado por el «Rotary Club Moscow Internacional» y fundado por su presidente Josef Marous en el año 2002.
El programa se hizo internacional en el año 2004 y en septiembre de 2016 se celebrará la «14. Concurso Internacional de Música para Niños» en Moscú.
Podrán participar todos los niños de entre 8 y 12 años de edad cumplidos que ejerciten en los siguientes instrumentos: Piano, violín, violonchelo e instrumentos de aire (trompeta, clarinete, etc.). La participación es libre de gastos para los candidatos. El límite de edad se entiende que el participante no deberá haber cumplido los 13 años antes del 30 de septiembre de 2016.
La competición de Música está apoyada por músicos famosos, tales como Vladimir Spivakov, Yuri Bashmet, Natalia Gutman (Presidenta del Jurado en el 2004), Eduard Grach (Presidente del Jurado en el 2007), Dimitri Bashkirov y Pavel Kogan (Presidente del Jurado en el 2009).
Para participar en la competición los contendientes deberán enviar a través de un Club Rotary, de un Club Rotaract y de un Club Interact (a preferencia a través de un Club de su país de origen) un DVD mostrando sus habilidades musicales y que deberá estar en poder del Comité de Organización a más tardar el 15.05.2016.
El Jurado escogerá los 15 mejores candidatos que serán invitados a Moscú para las semifinales. Después de una actuación de cada uno de los candidatos en presencia del Jurado este escogerá 6 de los participantes que pasarán a las finales.
Los premios que serán otorgados a los semifinalistas y a los finalistas, así como otros detalles de la competición se podrán ver en los “Rules of the Music Competition” en la página Web del Rotary Club.(www.rcmc-moscow.ru)
Todos los candidatos que hayan enviado el Video o DVD al Comité de Organización recibirán un “Diplom of the Competition”

## Consejo de Competition
Miembros:
Serguéi Lavrov , Ministro de Asuntos Exteriores de Rusia
Josef Marous, Presidente de TMK Europa, Presidente de TMK Italia, Presidente del Consejo de Administration TMK Resita, Rumania
Vladímir Spivakov, Artista del pueblo de la URSS
Eduard Grach, Artista del pueblo de la URSS
Dmitri Bashkirov, Artista del pueblo de la Rusia
Pável Kogan, Director y conductor de la Orquesta Sinfónica de Moscú; Artista del pueblo de la Rusia
Aleksandr Yakupov, Director
Mijaíl Jojlov, Artista del pueblo de la Rusia
Tiberius Braun, Jefe de la representation TUI a Rusia
Daniel Pollack, Laureado de concurso de música Chaikovski 1956
Ottokar Hahn, ex Embajador de la UE a Rusia

## Ganadores
2002 - Roman Kim ( Kasachstan/Korea)
2003 - Anna Denisova (Rusia)
2005 - Narek Arutyunyan (Armenia)
2006 - Anna Savkina (Rusia)
2007 - Alexandra Lee ( Corea)
2008 - Martin García García (España)
2009 - Yaegy Park (Estados Unidos) y Georgy Krizhnenko (Rusia)
2010 - Pak Di Na (Rusia)
2011 - Matvey Sherling (Rusia)
2012 - Arina Pan y Marie Matveeva (Rusia)
2013 - Yi Ting Ong (Singapur) y Mariamna Sherling (Rusia)
2014 - Joshua Noronha ( Australia)
2015 - Leia Zhu (Inglaterra)